# أبلقيات النخيل
أبلقيات النخيل (الاسم العلمي Dulidae)، فصيلة طيور من رتبة العصفوريات. وتضم جنس واحد فقط يسمى Dulus وينطوي تحته نوع وحيد وهو أبلق النخيل.